# Pločica
Pločica je otok u Korčulanskom kanalu, na pola puta od otoka Šćedra odnosno Hvara i otoka Korčule.
Površina otočića iznosi 0,07 km². Dužina obalne crte iznosi 1941 m, a iz mora se uzdiže 12 m.

## Svjetionik
Na otoku se nalazi istoimeni svjetionik koji je novouređen i automatiziran. Ovaj svjetionik može primiti veći broj gostiju. Osoba zadužena za održavanje svjetionika i brigu o gostima se nalazi u naselju Prigradica na sjevernoj obali otoka Korčule.

## Plaže
Hridinasto dno s južne strane, s mnoštvom odvaljenih stijena prava je suprotnost plitkome moru na sjevernoj strani i maloj pješčanoj laguni ispred uređenog istezališta za brodove.  